# A Grande Ilusão (romance)
Fool Me Once (Brasil: A Grande Ilusão / Portugal: Só Me Enganas uma Vez) é um romance policial escrito pelo escritor norte-americano Harlan Coben e publicado pela primeira vez em 2016.
O livro foi adaptado a uma série de TV com o mesmo título, Fool Me Once, estando prevista a estreia na Netflix em janeiro de 2024, com direção de episódios por Nimer Rashed e David Moore.

## Sinopse
A ex-piloto de operações especiais norte-americana Maya, que regressou há pouco tempo da zona de combate, vê uma imagem impensável captada por uma câmara oculta na sua casa enquanto está a trabalhar fora: a sua filha de dois anos a brincar com o marido, Joe, que havia sido brutalmente assassinado duas semanas antes. A pergunta provocativa no cerne do mistério: podes acreditar em tudo o que veem os teus próprios olhos, mesmo quando o desejas desesperadamente? Para encontrar a resposta, Maya deve finalmente deslindar segredos profundos e enganos do seu próprio passado antes de poder enfrentar a verdade inacreditável sobre o seu marido, e sobre si mesma.

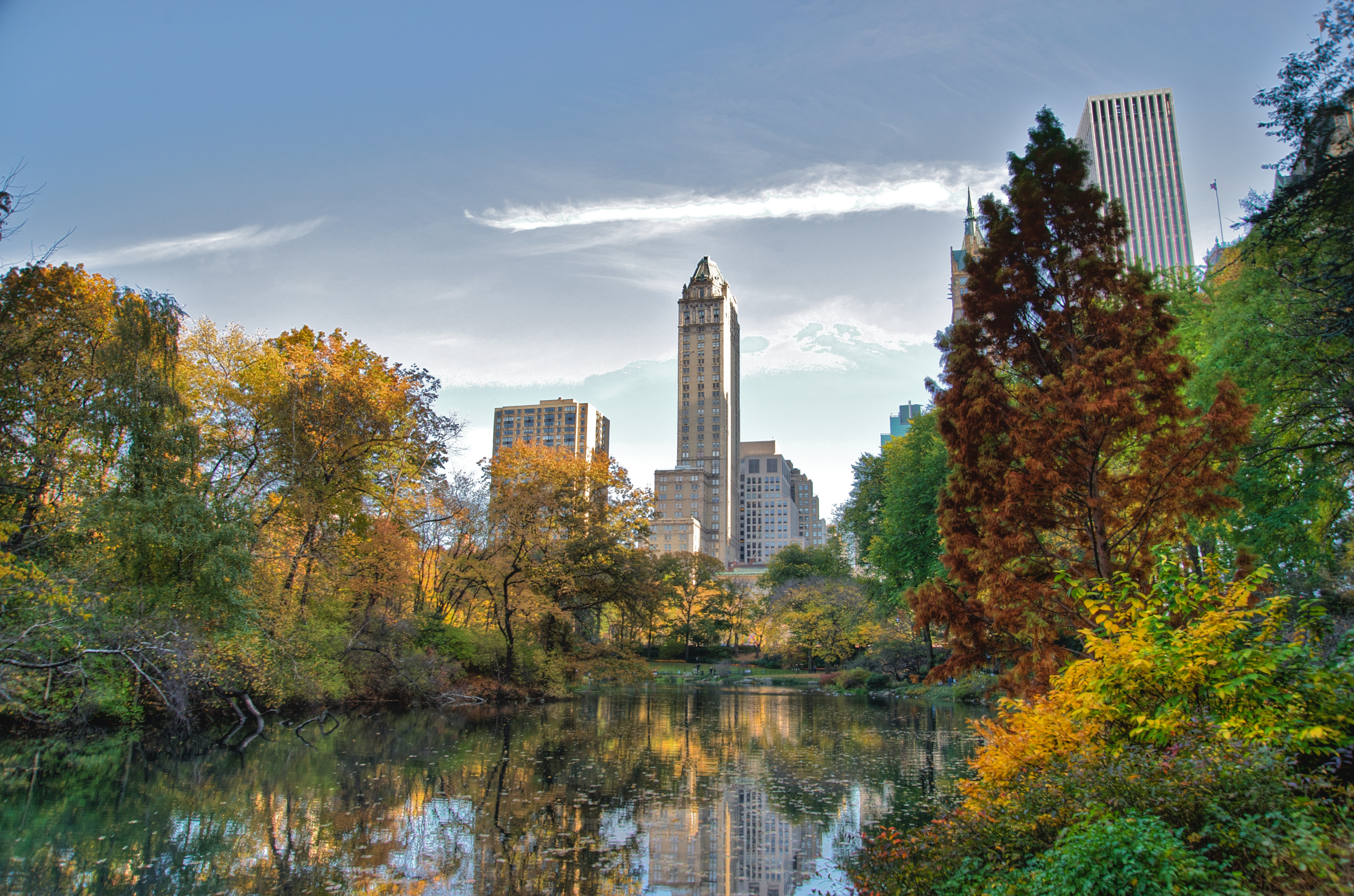
Nova Iorque e o Central Park onde decorre um momento chave da história deste romance policial

## Recepção
Ana Paula Laux refere que Harlan Coben vai alimentando o suspense capítulo por capítulo, oferecendo respostas em doses homeopáticas, e o leitor vai descobrindo o que está acontecendo ao mesmo tempo que a protagonista, não sendo possível arriscar qualquer teoria de antemão, até porque não se tem a maioria das dicas até para o final do livro.
Também para Ana Paula Laux, Maya tem o perfil de uma mulher rígida e disciplinada, diferente do que o “cidadão comum” esperaria de uma mulher, mãe, esposa. Ela enfrenta um conflito interno diariamente, com as memórias do que viveu na guerra, tendo constantes flashbacks sobre o caso que motivou o seu afastamento do serviço militar e, ao mesmo tempo, cria uma filha pequena e tenta coexistir num mundo que não faz ideia do que é o sofrimento que se vivencia numa guerra.
Ainda para Ana Paula Laux, é interessante o uso por Harlan Coben de forma recorrente de uma frase clássica de Sherlock Holmes. Maya repete o mantra várias vezes enquanto procura uma resposta para as dúvidas que vão surgindo: Depois que se excluiu o impossível, o que sobra, por mais improvável que seja, deve ser a verdade. Mais um livro de Harlan Coben que o leitor após começar não consegue parar de ler.